# Hernán el Corsario
Hernán el Corsario es una serie argentina de historieta creada en 1936 por José Luis Salinas para la revista "Patoruzú".

## Trayectoria editorial
La primera entrega se publicó en diciembre de 1936, cuando "Patoruzú" tenía una periodicidad quincenal.
Salinas no pudo mantener el ritmo de producción cuando la revista pasó a semanal, por lo que la serie se interrumpió entre el 15 de marzo de 1938 y el 18 de marzo de 1940.

## Estilo
José Luis Salinas pone en práctica una historieta pura, atenta a la acción y al movimiento, en la que emplea encuadres cinematográficos, apartándose rápidamente de la influencia de Harold Foster.

## Valoración
Para Carlos Trillo y Guillermo Saccomano, Hernán el Corsario es «la primera gran historieta argentina».